# Mesapamea lancea
Mesapamea lancea är en fjärilsart som beskrevs av Eugen Johann Christoph Esper 1791. Mesapamea lancea ingår i släktet Mesapamea och familjen nattflyn. Inga underarter finns listade i Catalogue of Life.